# Рагби клуб Крушевац
Рагби лига клуб Крушевац је српски рагби лига (рагби 15
) клуб из Крушеваца.

## Историја
Рагби лига клуб Крушевац основан је 1983. године у Крушевцу од стране бившег играча Рагби клуба Партизан Драгана Вујасиновића, он је донео прву рагби лопту у Крушевац 1982. године. Прву утакмицу су имали 1983. године када су под именом РК 7. јули изгубили од екипе Рагби клуба Студент из Ниша са резултатом 0:16. Драган Вујасиновић напушта 1986. године РК 7. јули због потешкоћа око тренинга и терена. Августа 1992. године група бивших играча РК 7. јули поново оформљује клуб али под именом РК Крушевац. Због потешкоћа око терена РК Крушевац напушта такмичење 2000. године да би већ следеће године вратили у такмичење.